# Edmund Spencer (podróżnik)
Edmund Spencer, XIX-wieczny podróżnik angielski, szlachcic, kapitan.
W połowie XIX wieku odbył szereg podróży po Europie Środkowej i Bliskim Wschodzie, przez pewien czas przebywał jako rezydent Korony Brytyjskiej w państwach niemieckich. W latach 1836–1867 ogłosił dziesięć książek, stanowiących relacje z pobytu na Kaukazie, w Imperium Osmańskim, Prusach, Francji, cesarstwie Habsburgów. W jednej z książek (Podróże po zachodnim Kaukazie oraz przejazd przez Imerycję, Mingrelię, Turcję, Mołdawię, Galicję, Śląsk i Morawy w 1836 roku, oryg. Travels in the Western Caucasus including a Tour through Imeritia, Mingrelia, Turkey, Moldavia, Galicia, Silesia, and Moravia, in 1836, Londyn 1836) zawarł opis Pokucia (przejeżdżał w 1836 m.in. przez Śniatyń i Stanisławów). W innej książce, sygnowanej pseudonimem "Anglik, rezydent w Niemczech", szereg obserwacji poświęcił Wielkopolsce, Warszawie oraz Śląskowi. W czasie jeszcze innej swojej wyprawy, w drodze do Siedmiogrodu, odwiedził także Karpaty Południowe.